# Châtillon-le-Roi
Châtillon-le-Roi ist eine französische Gemeinde mit 275 Einwohnern (Stand 1. Januar 2022) im Département Loiret in der Region Centre-Val de Loire. Sie gehört zum Kanton Pithiviers im Arrondissement Pithiviers. 
Sie grenzt im Norden an Greneville-en-Beauce, im Osten an Jouy-en-Pithiverais und im Süden und im Westen an Bazoches-les-Gallerandes.

## Bevölkerungsentwicklung
| Jahr      | 1962 | 1968 | 1975 | 1982 | 1990 | 1999 | 2008 | 2018 |
| --------- | ---- | ---- | ---- | ---- | ---- | ---- | ---- | ---- |
| Einwohner | 238  | 226  | 200  | 241  | 269  | 274  | 276  | 276  |